# Asperger's Are Us

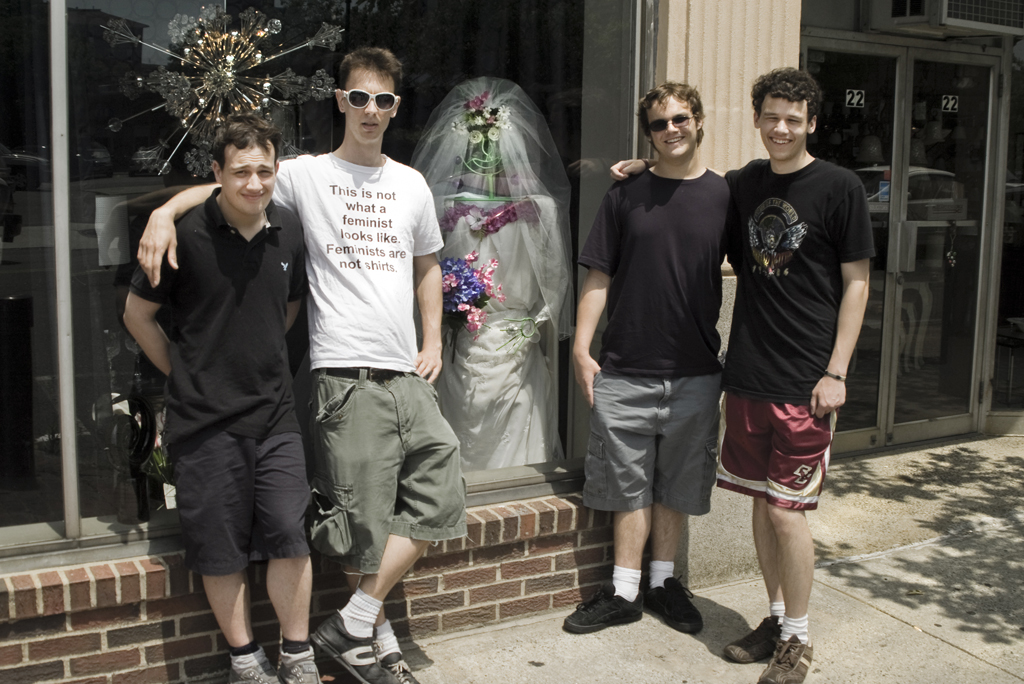
Integrantes do Asperger's Are Us.

Asperger's Are Us é o primeiro grupo formado por comediantes diagnosticados com a Síndrome de Asperger.
Formado durante um acampamento de verão em 2010 no North Shore, em Massachusetts, envolveu as participações de New Michael Ingemi, Jack Hanke e Ethan Finlan, acompanhados por Noah Britton como conselheiro.
Ao longo de oito anos, promoveram espetáculos e foram foco do documentário Asperger's Are Us, produzido pela Duplass Brothers Productions e lançado pela Netflix em 2016.
Depois de uma pausa, o grupo retornou às atividades. Em 2019, foi lançado o documentário On Tour with Asperger's Are Us pela HBO, abordando uma das turnês dos comediantes.